# Galipoljska bitka
Galipoljska bitka jedna je od najkrvavijih bitaka Prvog svjetskog rata. Vodila se od 25. travnja 1915. do 6. siječnja 1916. Odluku da se desantom osvoji Galipoljski poluotok saveznički zapovjednici su donijeli nakon niza uzaludnih pokušaja bombardiranja s mora po vanjskim utvrdama koje su štitile ulaz u tjesnac Dardaneli. 
Osvajanjem poluotoka Saveznici bi sebi omogućili pristup Carigradu, s konačnim ciljem njegovog zauzimanja, čime bi se iz daljnjeg toka rata izbacilo Osmansko Carstvo i ponovno otvorila ruta za opskrbu Rusije.
Snage Antante su mahom sačinjavale trupe Britanskog Carstva izvan Engleske (Irska, Australija i Novi Zeland) koje su činili dobrovoljci i neredovna vojska, što se ranije smatralo za jedan od glavnih razloga katastrofalnog poraza Saveznika. Danas se smatra da razlog potpune propasti invazije leži u nizu grešaka koje su načinili zapovjednici operacije. 
Tursku vojsku je predvodio Kemal Atatürk, kasniji utemeljitelj turske republike te njen prvi predsjednik, koji je svoj vojni ugled stekao upravo na bojnom polju kod Galipolja.
Danas Galipolje u Australiji i Novom Zelandu predstavlja simbol velikog, nepotrebnog i uzaludnog stradanja, te se u tim zemljama 25. travnja svake godine obilježava Anzac Day, spomen na žrtve Galipolja.
Osim pod nazivom Galipoljska bitka ova se bitka još zove, prema turskim izvorima, Çanakkale Savaşları, "Bitke kod Čanakkale" (prema gradu Çanakkale na južnoj azijskoj strani Dardanela) te Dardanelles Campaign, "Dardanelski pohod", prema američkim izvorima.
O bitci je snimljeno nekoliko filmova, od kojih je Galipolje, australskog redatelja Petera Weira, zasigurno najpoznatiji.

## Vanjske poveznice
- Visit Gallipoli: australska stranica o bitci (engl.)
- Turska stranica o bitci (engl.) (tur.)

Sestrinski projekti
|  | Zajednički poslužitelj ima stranicu o temi Galipoljska bitka    |
|  | Zajednički poslužitelj ima još gradiva o temi Galipoljska bitka |